# Stazione di Shin-Takashima
La stazione di Shin-Takashima (新高島駅?, Shin-Takashima-eki) è una stazione ferroviaria metropolitana di Yokohama, nella prefettura di Kanagawa che si trova nel quartiere di Nishi-ku ed è servita dalla linea ● Linea Minatomirai della metropolitana di Yokohama gestita dalla compagnia privata Ferrovia Yokohama Minatomirai. La stazione è la seconda della linea una volta lasciato il capolinea di Yokohama e il codice di stazione è (MM02).

## Storia
La stazione venne inaugurata assieme alla linea metropolitana il 1º febbraio 2004.

## Linee
Ferrovia Yokohama Minatomirai
● Linea Minatomirai

## Struttura
La stazione è costituita da due binari passanti sotterranei.
| 1 | ● Linea Minatomirai |  | per Minatomirai, Bashamichi e Motomachi-Chūkagai |
| 2 | ● Linea Minatomirai |  | per Yokohama e, via linea Tōkyū Tōyoko, Musashi-Kosugi, Shibuya, via linea Fukutoshin, Ikebukuro, via linea Seibu Ikebukuro, Tokorozawa e, via linea Tōbu Tōjō, Hannō |

## Stazioni adiacenti
| «                                 | Servizio          | »                 |
| Linea Minatomirai                 | Linea Minatomirai | Linea Minatomirai |
| --------------------------------- | ----------------- | ----------------- |
| Yokohama                          | Locale            | Minatomirai       |
| Tutti gli altri treni non fermano |                   |                   |